# Campionato Interregionale - Seconda Categoria 1957-1958
La Seconda Categoria 1957-1958 fu il minore dei due campionati in cui si articolò la vecchia IV Serie in quell'annata, e rappresentò l'unica edizione di questa divisione calcistica.

## Contesto
Il campionato di Seconda Categoria fu ciò che rimase della vecchia IV Serie nell'ambito di una lotta di potere fra le varie componenti della FIGC, aggravata dal caos in cui versavano gli organismi dirigenziali federali. Punto di partenza fu il dibattito intorno all'eliminazione dello scalone introdotto dal Lodo Barassi fra la IV Serie e la Serie C: se dapprima si impose la visione del Presidente della Lega IV Serie, Dante Berretti, che aveva proposto lo sdoppiamento del torneo di sua competenza in una Prima e, appunto, in una Seconda Categoria, tanto che il campionato venne attivato, la situazione venne completamente ribaltata da un successivo colpo di mano del Consiglio Federale che, poco prima dell'inizio della stagione sportiva, impose un controprogetto del Presidente della FIGC, Ottorino Barassi, volto a ricreare la vecchia IV Serie sdoppiando di contro la Serie C in due gironi. Assecondando gli intenti di Barassi e del futuro presidente della Lega Nazionale, Giuseppe Pasquale, i quali vollero che i club destinati ad entrare in Serie C fossero scelti su criteri prioritariamente economici ed infrastrutturali, anche per le società di Seconda Categoria fu lasciata aperta la possibilità di accedere alla nuova terza serie, mantenendo un formale omaggio al defunto regolamento teorico della manifestazione e ad una parvenza di merito sportivo, impegnandosi a scegliere le eventuali elette fra le società che avrebbero avuto diritto a partecipare alla Prima Categoria se questa si fosse disputata nel 1958-1959, cioè le vincitrici dei gironi di Seconda Categoria.
Il campionato si svolse dunque in un clima surreale, non conoscendo neppure il regolamento vigente, né quali squadre sarebbero state promosse, né quali retrocesse, dato che l'intento federale di proporre sei gironi per la nuova annata era apertamente contestato dalla Lega. Fu proprio la Lega a forzare la mano, decidendo di organizzare gli spareggi senza la previa autorizzazione federale, e alla FIGC non rimase che adeguarsi ratificando un nuovo Campionato Interregionale ad otto gironi da 18 squadre, cioè la classica IV Serie: fu rimandata quindi al 1959 lo smagrimento degli otto gironi a 16 squadre, e al 1960 il varo del formato definitivo di sei gironi da 18 squadre. La Federazione non si fece inoltre mancare un colpo di scena postumo, allargando ad agosto la C con quattro nuove squadre, ed annullando così gli spareggi fra le sestultime della Seconda Categoria.

## Regolamento

### Teorico
Progetto Berretti cancellato prima dell'inizio del campionato.
- Promozione in Prima Categoria delle vincitrici dei gironi.
- Retrocessione nel Campionato Dilettanti delle ultime quattro classificate di ciascun girone.

### Stagionale
Intenzioni federali ventilate ma mai deliberate. 
- Promozione in Serie C di qualche squadra prima classificata ad insindacabile giudizio della Lega Nazionale basato in primo luogo su criteri finanziari ed infrastrutturali.
- Scelta di una decina di squadre per girone per la successiva edizione della IV Serie, operando ad insindacabile giudizio della Lega di IV Serie.

### Definitivo
Regolamento deliberato dopo la fine del campionato.
- Promozione in Serie C di una squadra prima classificata ad insindacabile giudizio della Lega Nazionale basato in primo luogo su criteri finanziari ed infrastrutturali.
- Spareggi per la permanenza nella categoria fra le undicesime classificate (regola poi posteriormente abrogata).
- Retrocessione nel Campionato Dilettanti delle ultime cinque classificate di ciascun girone.[10]

## Aggiornamenti
- La Wild & Company di Novara, il Club Ginnastica e Calcio Sora e la S.P.E.S Roma sono fallite e sono state radiate definitivamente dalla Federcalcio.
- L'Unione Calcio Casalese, la Società Sportiva Sacilese, l'Annunziata Ceccano e l'Itala Montiglio Compensati sono fallite e rifondate nella Prima Divisione delle rispettive leghe regionali (l'ultima con il nome di "Associazione Calcio Itala").

## Girone A

### Classifica finale
|  | Pos. | Squadra           | Pt | G  | V  | N  | P  | GF | GS |
|  | ---- | ----------------- | -- | -- | -- | -- | -- | -- | -- |
|  | 1.   | Entella           | 41 | 30 | 16 | 9  | 5  | 45 | 20 |
|  | 2.   | Andrea Doria 1955 | 40 | 30 | 17 | 6  | 7  | 46 | 32 |
|  | 3.   | Vado              | 34 | 30 | 12 | 10 | 8  | 39 | 40 |
|  | 4.   | Fossanese         | 33 | 30 | 13 | 7  | 10 | 49 | 39 |
|  | 4.   | Pinerolo          | 33 | 30 | 12 | 9  | 9  | 45 | 41 |
|  | 6.   | La Chivasso       | 32 | 30 | 13 | 6  | 11 | 47 | 38 |
|  | 6.   | Sestri Levante    | 32 | 30 | 13 | 6  | 11 | 32 | 26 |
|  | 8.   | Magenta           | 30 | 30 | 13 | 4  | 13 | 40 | 36 |
|  | 8.   | Asti              | 30 | 30 | 12 | 6  | 12 | 40 | 36 |
|  | 8.   | Savona            | 30 | 30 | 11 | 8  | 11 | 44 | 44 |
|  | 11.  | Sammargheritese   | 29 | 30 | 10 | 9  | 11 | 43 | 38 |
|  | 12.  | Rapallo Ruentes   | 27 | 30 | 6  | 15 | 9  | 30 | 35 |
|  | 13.  | Veloce Savona     | 27 | 30 | 11 | 5  | 14 | 35 | 41 |
|  | 14.  | Sestrese          | 25 | 30 | 10 | 5  | 15 | 32 | 50 |
|  | 15.  | Ivrea             | 20 | 30 | 4  | 12 | 14 | 30 | 53 |
|  | 16.  | Vogherese         | 17 | 30 | 5  | 7  | 18 | 35 | 63 |

Legenda:
      Parere sulla promozione in Serie C non favorevole da parte della Lega Nazionale Professionisti.
      Retrocesso nel Campionato Dilettanti 1958-1959 regionale.
 Ammesso agli spareggi di qualificazione.
Note:
Due punti a vittoria, uno a pareggio, zero a sconfitta.
Sammargheritese, Rapallo e Ivrea sono poi stati riammessi.

## Girone B

### Classifica finale
|  | Pos. | Squadra           | Pt | G  | V  | N  | P  | GF | GS |
|  | ---- | ----------------- | -- | -- | -- | -- | -- | -- | -- |
|  | 1.   | Seregno           | 47 | 30 | 19 | 9  | 2  | 48 | 18 |
|  | 2.   | Saronno           | 40 | 30 | 17 | 6  | 7  | 53 | 28 |
|  | 2.   | Vimercatese       | 40 | 30 | 15 | 10 | 5  | 48 | 26 |
|  | 4.   | Melzo             | 39 | 30 | 16 | 7  | 7  | 49 | 30 |
|  | 5.   | Meda              | 38 | 30 | 18 | 2  | 10 | 47 | 33 |
|  | 6.   | Falck & Arcore    | 35 | 30 | 13 | 9  | 8  | 49 | 31 |
|  | 7.   | Solbiatese        | 33 | 30 | 12 | 9  | 9  | 36 | 31 |
|  | 8.   | Pro Sesto         | 31 | 30 | 12 | 7  | 11 | 29 | 28 |
|  | 9.   | Rhodense          | 29 | 30 | 10 | 9  | 11 | 26 | 34 |
|  | 10.  | Rizzoli           | 28 | 30 | 8  | 12 | 10 | 29 | 32 |
|  | 11.  | Crema             | 27 | 30 | 10 | 7  | 13 | 46 | 40 |
|  | 12.  | Malnatese         | 24 | 30 | 10 | 4  | 16 | 35 | 52 |
|  | 13.  | Vis Nova Giussano | 22 | 30 | 8  | 6  | 16 | 25 | 48 |
|  | 14.  | Cantù             | 20 | 30 | 7  | 6  | 17 | 27 | 49 |
|  | 15.  | Juventus Domo     | 18 | 30 | 8  | 8  | 17 | 30 | 46 |
|  | 16.  | Verbania          | 9  | 30 | 3  | 3  | 24 | 26 | 77 |

Legenda:
      Parere sulla promozione in Serie C non favorevole da parte della Lega Nazionale Professionisti.
      Retrocesso nel Campionato Dilettanti 1958-1959 regionale.
 Ammesso agli spareggi di qualificazione.
Note:
Due punti a vittoria, uno a pareggio, zero a sconfitta.

## Girone C

### Classifica finale
|  | Pos. | Squadra                  | Pt | G  | V  | N  | P  | GF | GS |
|  | ---- | ------------------------ | -- | -- | -- | -- | -- | -- | -- |
|  | 1.   | Bolzano                  | 43 | 30 | 20 | 3  | 7  | 58 | 26 |
|  | 2.   | Bassano                  | 39 | 30 | 14 | 11 | 5  | 40 | 31 |
|  | 3.   | CRAL SAVA Porto Marghera | 35 | 30 | 14 | 7  | 9  | 47 | 29 |
|  | 4.   | Schio                    | 34 | 30 | 13 | 8  | 9  | 38 | 22 |
|  | 4.   | Trento                   | 34 | 30 | 14 | 6  | 10 | 51 | 39 |
|  | 4.   | Aurora Travagliato       | 34 | 30 | 12 | 10 | 8  | 33 | 27 |
|  | 7.   | Portogruaro              | 33 | 30 | 13 | 7  | 10 | 37 | 40 |
|  | 8.   | Ponte San Pietro         | 31 | 30 | 12 | 7  | 11 | 37 | 28 |
|  | 8.   | Rovereto                 | 31 | 30 | 13 | 5  | 12 | 42 | 51 |
|  | 8.   | Pellizzari Arzignano     | 31 | 30 | 12 | 7  | 11 | 41 | 46 |
|  | 11.  | Audace SME               | 29 | 30 | 10 | 9  | 11 | 35 | 34 |
|  | 12.  | Merano                   | 27 | 30 | 10 | 7  | 13 | 41 | 41 |
|  | 13.  | SAICI Torviscosa         | 25 | 30 | 8  | 9  | 13 | 33 | 34 |
|  | 14.  | Ponziana                 | 24 | 30 | 9  | 6  | 15 | 33 | 48 |
|  | 15.  | Cividalese               | 22 | 30 | 7  | 8  | 15 | 27 | 48 |
|  | 16.  | Clodia                   | 8  | 30 | 2  | 4  | 24 | 18 | 67 |

Legenda:
      Parere sulla promozione in Serie C non favorevole da parte della Lega Nazionale Professionisti.
      Retrocesso nel Campionato Dilettanti 1958-1959 regionale.
 Ammesso agli spareggi di qualificazione.
Note:
Due punti a vittoria, uno a pareggio, zero a sconfitta.
Audace S. Michele e Merano sono poi stati riammessi.

## Girone D

### Classifica finale
|  | Pos. | Squadra            | Pt | G  | V  | N  | P  | GF | GS |
|  | ---- | ------------------ | -- | -- | -- | -- | -- | -- | -- |
|  | 1.   | Libertas Correggio | 38 | 30 | 16 | 6  | 8  | 42 | 27 |
|  | 2.   | Baracca Lugo       | 37 | 30 | 14 | 9  | 7  | 41 | 27 |
|  | 3.   | Fano               | 36 | 30 | 15 | 6  | 9  | 43 | 31 |
|  | 3.   | Jesi               | 36 | 30 | 13 | 10 | 7  | 31 | 24 |
|  | 5.   | Portocivitanovese  | 34 | 30 | 13 | 8  | 9  | 46 | 30 |
|  | 6.   | Carpi              | 33 | 30 | 12 | 9  | 9  | 37 | 35 |
|  | 6.   | Faenza             | 33 | 30 | 13 | 7  | 10 | 36 | 23 |
|  | 8.   | Rimini             | 32 | 30 | 13 | 6  | 11 | 33 | 34 |
|  | 9.   | Cesena             | 31 | 30 | 12 | 7  | 11 | 46 | 42 |
|  | 10.  | Sangiorgese        | 31 | 30 | 11 | 9  | 10 | 49 | 39 |
|  | 11.  | Mirandolese        | 31 | 30 | 9  | 13 | 8  | 33 | 36 |
|  | 12.  | Vigor Senigallia   | 23 | 30 | 6  | 11 | 13 | 21 | 38 |
|  | 13.  | Bondenese          | 22 | 30 | 8  | 6  | 16 | 27 | 40 |
|  | 13.  | Fidenza            | 22 | 30 | 8  | 6  | 16 | 30 | 44 |
|  | 13.  | Casalecchio        | 22 | 30 | 7  | 8  | 15 | 31 | 53 |
|  | 16.  | Sassuolo           | 19 | 30 | 5  | 9  | 16 | 24 | 47 |

Legenda:
      Parere sulla promozione in Serie C non favorevole da parte della Lega Nazionale Professionisti.
      Retrocesso nel Campionato Dilettanti 1958-1959 regionale.
 Ammesso agli spareggi di qualificazione.
Note:
Due punti a vittoria, uno a pareggio, zero a sconfitta.
Cesena e Sangiorgese hanno evitato le qualificazioni vincendo gli spareggi contro la ex aequo Mirandolese.

### Risultati

#### Spareggi salvezza preliminari

##### Classifica
|  | Pos. | Squadra     | Pt | G | V | N | P | GF | GS |
|  | ---- | ----------- | -- | - | - | - | - | -- | -- |
|  | 1.   | Cesena      | 4  | 2 | 2 | 0 | 0 | 4  | 1  |
|  | 2.   | Sangiorgese | 2  | 2 | 1 | 0 | 1 | 1  | 2  |
|  | 3.   | Mirandolese | 0  | 2 | 0 | 0 | 2 | 1  | 3  |

Legenda:
      Agli spareggi di qualificazione.
Note:
Due punti a vittoria, uno a pareggio, zero a sconfitta.

##### Spareggi
| Cesena      | 2-0 | Sangiorgese | Ancona, 1º giugno 1958      |  |  |  |  |
| Sangiorgese | 1-0 | Mirandolese | Pesaro, 8 giugno 1958       |  |  |  |  |
| Cesena      | 2-1 | Mirandolese | Casalecchio, 15 giugno 1958 |  |  |  |  |
|             |     |             |                             |  |  |  |  |

## Girone E

### Classifica finale
|  | Pos. | Squadra           | Pt | G  | V  | N  | P  | GF | GS |
|  | ---- | ----------------- | -- | -- | -- | -- | -- | -- | -- |
|  | 1.   | Pisa              | 45 | 30 | 21 | 3  | 6  | 46 | 22 |
|  | 2.   | Pistoiese         | 38 | 30 | 15 | 8  | 7  | 42 | 28 |
|  | 2.   | Empoli            | 38 | 30 | 16 | 6  | 8  | 46 | 27 |
|  | 4.   | Pontedera         | 37 | 30 | 17 | 3  | 10 | 54 | 30 |
|  | 4.   | Massese           | 37 | 30 | 14 | 9  | 7  | 61 | 45 |
|  | 6.   | Città di Castello | 33 | 30 | 13 | 7  | 10 | 42 | 30 |
|  | 6.   | Montecatini       | 33 | 30 | 14 | 5  | 11 | 54 | 42 |
|  | 8.   | Cuoiopelli        | 32 | 30 | 11 | 10 | 9  | 48 | 35 |
|  | 8.   | Poggibonsi        | 32 | 30 | 12 | 8  | 10 | 41 | 40 |
|  | 10.  | Viareggio         | 29 | 30 | 11 | 7  | 12 | 45 | 35 |
|  | 11.  | Piombino          | 29 | 30 | 12 | 5  | 13 | 43 | 32 |
|  | 12.  | Rondinella        | 27 | 30 | 11 | 5  | 14 | 38 | 49 |
|  | 13.  | Labrone           | 26 | 30 | 10 | 6  | 14 | 33 | 56 |
|  | 14.  | Sestese           | 18 | 30 | 6  | 6  | 18 | 28 | 66 |
|  | 15.  | Cecina            | 17 | 30 | 6  | 5  | 19 | 30 | 62 |
|  | 16.  | Sansepolcro       | 9  | 30 | 2  | 5  | 23 | 21 | 73 |

Legenda:
      Promosso in Serie C per assenso della Lega Nazionale Professionisti.
      Retrocesso nel Campionato Dilettanti 1958-1959 regionale.
 Ammesso agli spareggi di qualificazione.
Note:
Due punti a vittoria, uno a pareggio, zero a sconfitta.
Il Viareggio ha evitato le qualificazioni avendo vinto gli spareggi contro l'ex aequo Piombino.
La Rondinella è poi stata riammessa.

### Risultati

#### Spareggi salvezza preliminari
| Piombino  | 1-0 | Viareggio | Piombino, 1º giugno 1958 |  |  |  |  |
| Viareggio | 2-0 | Piombino  | Viareggio, 8 giugno 1958 |  |  |  |  |
|           |     |           |                          |  |  |  |  |
| Piombino  | 0-2 | Viareggio | Livorno, 15 giugno 1958  |  |  |  |  |
|           |     |           |                          |  |  |  |  |

Uscendo sconfitto dal confronto, il Piombino ha disputato il turno di salvezza finale intergirone.

## Girone F

### Classifica finale
Lo Squibb era una società di Roma.
|  | Pos. | Squadra                   | Pt | G  | V  | N  | P  | GF | GS |
|  | ---- | ------------------------- | -- | -- | -- | -- | -- | -- | -- |
|  | 1.   | Squibb                    | 42 | 30 | 15 | 12 | 3  | 51 | 18 |
|  | 2.   | Torres                    | 39 | 30 | 14 | 11 | 5  | 49 | 19 |
|  | 3.   | Grosseto                  | 37 | 30 | 15 | 7  | 8  | 44 | 33 |
|  | 3.   | Montevecchio              | 37 | 30 | 15 | 7  | 8  | 54 | 29 |
|  | 5.   | Forza e Coraggio Avezzano | 35 | 30 | 14 | 7  | 9  | 49 | 41 |
|  | 6.   | Olbia                     | 32 | 30 | 11 | 10 | 9  | 52 | 41 |
|  | 7.   | ATAC                      | 31 | 30 | 11 | 9  | 10 | 52 | 41 |
|  | 7.   | Ternana                   | 31 | 30 | 9  | 13 | 8  | 34 | 32 |
|  | 9.   | Romulea                   | 28 | 30 | 10 | 8  | 12 | 36 | 35 |
|  | 9.   | Virtus Spoleto            | 28 | 30 | 8  | 12 | 10 | 40 | 40 |
|  | 11.  | Perugia                   | 28 | 30 | 9  | 10 | 11 | 41 | 48 |
|  | 12.  | Bastia                    | 28 | 30 | 10 | 8  | 12 | 35 | 40 |
|  | 13.  | Tivoli                    | 27 | 30 | 8  | 11 | 11 | 36 | 45 |
|  | 14.  | Ennio Mancini             | 26 | 30 | 8  | 10 | 12 | 30 | 43 |
|  | 15.  | Rieti                     | 19 | 30 | 6  | 7  | 17 | 20 | 52 |
|  | 16.  | Terracina                 | 10 | 30 | 3  | 6  | 21 | 19 | 72 |

Legenda:
      Parere sulla promozione in Serie C non favorevole da parte della Lega Nazionale Professionisti.
      Retrocesso nel Campionato Dilettanti 1958-1959 regionale.
 Retrocessione diretta.
 Ammesso agli spareggi di qualificazione.
Note:
Due punti a vittoria, uno a pareggio, zero a sconfitta.
Romulea e Virtus Spoleto hanno evitato le qualificazioni vincendo gli spareggi rispettivamente contro gli ex aequo Bastia e Perugia; quest'ultimo ammesso alle qualificazioni avendo sconfitto il Bastia nello spareggio-pool.
Il Perugia è poi stato riammesso.

### Risultati

#### Spareggi salvezza preliminari
|         | Risultati |         | Luogo e data            |
| ------- | --------- | ------- | ----------------------- |
| Spoleto | 2-0       | Perugia | Foligno, 1º giugno 1958 |
| Romulea | 2-0       | Bastia  | Arezzo, 1º giugno 1958  |
|         |           |         |                         |
| Perugia | 1-0       | Bastia  | Jesi, 8 giugno 1958     |
|         |           |         |                         |

I primi due spareggi, a turno secco, sono stati decisi mediante sorteggio e ne sono uscite salve Spoleto e Romulea, mentre le sconfitte, le umbre Perugia e Bastia, si sono affrontate nello spareggio-pool che ha visto retrocedere nel campionato Dilettanti regionale (chiamato fino all'estate 1958 Promozione) il Bastia e giungere allo spareggio intergirone con l'undicesima classisificata del girone E la formazione del capoluogo.

## Girone G

### Classifica finale
|  | Pos. | Squadra            | Pt | G  | V  | N  | P  | GF | GS  |
|  | ---- | ------------------ | -- | -- | -- | -- | -- | -- | --- |
|  | 1.   | Ortona             | 41 | 30 | 16 | 9  | 5  | 41 | 19  |
|  | 2.   | Del Duca Ascoli    | 40 | 30 | 17 | 6  | 7  | 62 | 18  |
|  | 3.   | Martina            | 39 | 30 | 16 | 7  | 7  | 45 | 24  |
|  | 4.   | Campobasso         | 37 | 30 | 15 | 7  | 8  | 51 | 31  |
|  | 5.   | Trani              | 36 | 30 | 13 | 10 | 7  | 54 | 25  |
|  | 6.   | San Vito Benevento | 35 | 30 | 12 | 11 | 7  | 38 | 30  |
|  | 7.   | Teramo             | 34 | 30 | 14 | 6  | 10 | 52 | 40  |
|  | 7.   | Giulianova         | 34 | 30 | 12 | 10 | 8  | 34 | 26  |
|  | 9.   | Nola               | 31 | 30 | 11 | 9  | 10 | 27 | 24  |
|  | 10.  | Melfi              | 30 | 30 | 11 | 8  | 11 | 42 | 27  |
|  | 11.  | Torremaggiore      | 30 | 30 | 11 | 8  | 11 | 40 | 38  |
|  | 12.  | Andria             | 27 | 30 | 11 | 5  | 14 | 42 | 49  |
|  | 13.  | Casarano           | 24 | 30 | 8  | 8  | 14 | 33 | 43  |
|  | 14.  | Virtus Lanciano    | 20 | 30 | 5  | 10 | 15 | 24 | 58  |
|  | 15.  | Monticchio Potenza | 11 | 30 | 4  | 3  | 23 | 24 | 70  |
|  | 16.  | Matera (-2)        | 9  | 30 | 3  | 5  | 22 | 16 | 103 |

Legenda:
      Parere sulla promozione in Serie C non favorevole da parte della Lega Nazionale Professionisti.
      Retrocesso nel Campionato Dilettanti 1958-1959 regionale.
 Ammesso agli spareggi di qualificazione.
Note:
Due punti a vittoria, uno a pareggio, zero a sconfitta.
Il Matera è stato penalizzato con la sottrazione di 2 punti in classifica.
Il Melfi ha evitato le qualificazioni avendo vinto gli spareggi con l'ex aequo Torremaggiore;  quest'ultimo è poi stato riammesso assieme all'Andria.

### Risultati

#### Spareggi salvezza preliminari
| Melfi         | 1-0 | Torremaggiore | Melfi, 1º giugno 1958        |  |  |  |  |
| Torremaggiore | 1-1 | Melfi         | Torremaggiore, 8 giugno 1958 |  |  |  |  |
|               |     |               |                              |  |  |  |  |

Uscendo sconfitto dal confronto, il Torremaggiore ha disputato il turno di salvezza finale intergirone.

## Girone H

### Classifica finale
|  | Pos. | Squadra           | Pt | G  | V  | N  | P  | GF | GS  |
|  | ---- | ----------------- | -- | -- | -- | -- | -- | -- | --- |
|  | 1.   | Enna              | 43 | 30 | 17 | 9  | 4  | 62 | 19  |
|  | 2.   | Bagheria          | 42 | 30 | 19 | 4  | 7  | 59 | 23  |
|  | 3.   | Vigor Nicastro    | 40 | 30 | 17 | 6  | 7  | 58 | 29  |
|  | 4.   | Akragas           | 39 | 30 | 15 | 9  | 6  | 59 | 26  |
|  | 5.   | Gladiator         | 37 | 30 | 15 | 7  | 8  | 67 | 32  |
|  | 5.   | Caltagirone       | 37 | 30 | 15 | 7  | 8  | 51 | 29  |
|  | 7.   | Leonzio           | 36 | 30 | 15 | 6  | 9  | 55 | 38  |
|  | 8.   | Ragusa            | 36 | 30 | 13 | 10 | 7  | 40 | 30  |
|  | 9.   | Castrovillari     | 31 | 30 | 13 | 5  | 12 | 50 | 39  |
|  | 10.  | Crotone           | 29 | 30 | 10 | 9  | 11 | 48 | 45  |
|  | 11.  | Sagittario        | 25 | 30 | 7  | 11 | 12 | 31 | 40  |
|  | 12.  | Juve Stabia       | 24 | 30 | 7  | 10 | 13 | 33 | 51  |
|  | 13.  | Palmese           | 17 | 30 | 6  | 5  | 19 | 26 | 78  |
|  | 14.  | Ercolanese (-2)   | 11 | 30 | 3  | 7  | 20 | 27 | 73  |
|  | 15.  | Taurianovese (-3) | 8  | 30 | 4  | 3  | 23 | 16 | 110 |
|  | 16.  | Nocerina          | 20 | 30 | 7  | 6  | 17 | 32 | 52  |

Legenda:
      Parere sulla promozione in Serie C non favorevole da parte della Lega Nazionale Professionisti.
      Retrocesso nel Campionato Dilettanti 1958-1959 regionale.
 Ammesso agli spareggi di qualificazione.
Note:
Due punti a vittoria, uno a pareggio, zero a sconfitta.
Ercolanese e Taurianovese sono state penalizzate con la sottrazione rispettivamente di 2 e 3 punti in classifica.
La Nocerina è stata retrocessa all'ultimo posto e penalizzata per la stagione successiva.

## Spareggi di qualificazione

### Gironi A-B
| Crema           | 5-0 | Sammargheritese | Crema, 1º giugno 1958                  |  |  |  |  |
| Sammargheritese | 0-3 | Crema           | Santa Margherita Ligure, 8 giugno 1958 |  |  |  |  |
|                 |     |                 |                                        |  |  |  |  |

### Gironi C-D
| Audace SME  | 1-1 | Mirandolese | San Michele Extra, 22 giugno 1958 |  |  |  |  |
| Mirandolese | 3-1 | Audace SME  | Mirandola, 29 giugno 1958         |  |  |  |  |
|             |     |             |                                   |  |  |  |  |

### Gironi E-F
| Piombino | 2-1 | Perugia  | Piombino, 22 giugno 1958 |  |  |  |  |
| Perugia  | 2-2 | Piombino | Perugia, 29 giugno 1958  |  |  |  |  |
|          |     |          |                          |  |  |  |  |

### Gironi G-H
|               | Risultati |               | Luogo e data                      |
| ------------- | --------- | ------------- | --------------------------------- |
| Torremaggiore | 3-0       | Sagittario    | Torremaggiore, 15 giugno 1958     |
| Sagittario    | 1-0       | Torremaggiore | Pomigliano d'Arco, 22 giugno 1958 |
|               |           |               |                                   |
| Sagittario    | 1-1       | Torremaggiore | Benevento, 29 giugno 1958         |
|               |           |               |                                   |
| Sagittario    | 3-1       | Torremaggiore | Potenza, 6 luglio 1958            |
|               |           |               |                                   |

Le ripetizioni (ultime due gare in campo neutro), secondo le norme vigenti sono state necessarie a seguito del bilancio paritario avutosi fra andata e ritorno.

#### Epilogo
Sta di fatto, però, che la successiva decisione di allargare gli organici della Serie C 1958-1959 a 40 squadre ha determinato la riammissione di tutte le quattro undicesime classificate retrocesse agli spareggi di qualificazione, rendendo praticamente inutili queste qualificazioni.